# Diofant
Diofant (tudi Diofantes) [diofánt/diofántes] (starogrško Διόφαντος ὁ Αλεξανδρεύς: Diófantos hó Aleksandreŭs), grški matematik, * okoli 200/214, (verjetno) Aleksandrija, † okoli 284/298.

## Življenje in delo
O njegovem življenju danes ni skoraj nobenih zanesljivih podatkov. Znano je le da je živel v Aleksandriji in da je umrl star 84 let. Pri njem so zelo izražene vzhodnjaške poteze. To se posebej vidi iz njegovega dela iz okoli leta 250, Aritmetika (Aritmetike, Arithmetica). Od prvotnih knjig se jih je ohranilo le 6 v grščini in 4 v arabskih prevodih, o njihovem celotnem številu pa se lahko le ugiba, verjetno pa jih je bilo 13. Vešče obravnavanje nedoločenih enačb kaže, da se stara algebra Babilona ali mogoče Indije pod plaščem grške civilizacije ni samo ohranila, ampak so jo maloštevilni ustvarjalci celo izpopolnili. Kako in kdaj je prišlo do tega, se ne ve, kakor se tudi ne ve, kdo je bil Diofant. Mogoče je bil helenizirani Babilonec. Njegova knjiga je ena od najzanimivejših razprav, ki so se ohranile iz grško-rimske antike. Njegova zbirka problemov je zelo raznovrstna, njihova rešitev pa pogosto izredno bistroumna. Vsebuje izjemno elegantno obravnavo približno 150 najrazličnejših problemov iz teorije števil. Danes velja to delo za mejnik v razvoju teorije števil. Diofantska analiza se sestoji iz iskanja rešitev nedoločenih enačb oblike:
{\displaystyle Ax^{2}+Bx+C=y^{2}\!\,,}
{\displaystyle Ax^{3}+Bx^{2}+Cx+D=y^{2}\!\,}
ali sistemov takih enačb. Značilno za Diofanta je, da so ga zanimale samo pozitivne racionalne rešitve. Iracionalne rešitve je imenoval nemogoče in pazil, da je koeficiente izbral tako, da je dobil pozitivno racionalno rešitev, ki jo je iskal. Med enačbami so tudi take:
{\displaystyle x^{2}-26y^{2}=1\!\,,}
{\displaystyle x^{2}-30y^{2}=1\!\,,}
danes so znane kot Fermat-Pellove diofantske enačbe. Diofant je poznal več izrekov iz teorije števil, tako na primer izrek, ki pravi: če je vsako od dveh celih števil vsota dveh kvadratov, se da njun produkt na dva različna načina zapisati kot vsota dveh kvadratov. Obstajajo izreki o razdelitvi števila na vsoto treh ali štirih kvadratov. Vedel je, da nobeno število oblike 8n + 7 za pozitivni celi n ne more biti vsota treh kvadratov kot na primer 8 · 4 + 7 = 39. Navedel je tudi, če je število oblike 2n + 1 vsota dveh kvadratov, mora biti vsak n za katerega to velja sod ali drugače rečeno nobeno število oblike 4n + 3 ali 4n - 1 ne more biti vsota dveh kvadratov. Tako velja na primer: 2 · 2 + 1 = 12 + 22 = 5, 2 · 6 + 1 = 22 + 32 = 13. Število takšne oblike pa ni nujno praštevilo saj velja presenetljivo tudi na primer:
{\displaystyle 2^{6}+1=1^{2}+8^{2}=4^{2}+7^{2}=65\!\,,}
{\displaystyle 2^{10}+1=1^{2}+32^{2}=8^{2}+31^{2}=20^{2}+25^{2}=1025\!\,,}
{\displaystyle 2^{12}+1=1^{2}+64^{2}=31^{2}+56^{2}=4097\!\,,}
{\displaystyle 2^{14}+1=1^{2}+128^{2}=16^{2}+127^{2}=76^{2}+103^{2}=89^{2}+92^{2}=16385\!\,,}
{\displaystyle 2^{18}+1=1^{2}+512^{2}=32^{2}+511^{2}=127^{2}+496^{2}=167^{2}+484^{2}=196^{2}+473^{2}=287^{2}+424^{2}=\!\,}
{\displaystyle \qquad \qquad =308^{2}+409^{2}=262145\!\,,}
{\displaystyle 2^{20}+1=1^{2}+1024^{2}=481^{2}+904^{2}=1048577\!\,.}
Pri sodem n = 4 pa to seveda ne velja saj je 2 · 2 + 1 = 32. Ali pa še 4 · 1 + 3 = 7 in 4 · 3 + 3 = 3 · 5 = 15. Na primer v 2. knjigi 8. problem: izraziti dano kvadratno racionalno število kot vsoto dveh kvadratov. Njegov način je podoben neopitagorejskemu, kjer se išče posebne rešitve in ne splošnih. V tem problemu je rešitev 16 = 256/25 + 144/25 = 202/52. Rešitev ni edina kot je to velikokrat slučaj. V naslednjem primeru je Diofant pokazal kako lahko vsoto dveh kvadratov, na primer 13 = 4 + 9, izrazimo različno kot vsoto dveh drugih kvadratov, na primer 13 = 324/25 + 1/25. Da je prišel do rešitve, je najprej prilagodil aritmetično obliko analitične metode. Problem je reševal z eno neznanko kot da bi bila znana tako dolgo dokler ni prišel do njene eksplicitne vrednosti. Prilagodil je celo način zapisovanja. Neznano količino so Grki označevali po navadi s črko S, ki je bila standardna oznaka za besedno število. Če jo uporabimo v zgornjem problemu, potem je 16 - S2 kvadrat, če je druga neznanka 2S - 4. 2 je izbrana poljubno, 4 pa, ker je kvadratni koren iz 16. Z vsoto dveh neznank (2S - 4)2 in S je Diofant našel 4S2 - 16S + 16 + S2 = 16 ali 5S2 = 16S, kar da S = 16/5. Ena rešitev je tako S = 256/25, druga pa 16 - S2 = 144/25.
Pri njem se najde  prvič sistematično rabo algebrskih simbolov. Imel je poseben znak za neznanko, za minus, za recipročno vrednost. Znaki so bili še vedno bolj kratice kot algebrski simboli v sedanjem smislu (sestavljali so t. i. sinkopirano (okrajšano) algebro); za vsako potenco neznanke je obstajal poseben simbol. Glede na jezik retorične algebre, ki so ga uporabljali pred njim in v katerem je vso matematično besedilo zapisano izključno opisno, je bil tak način zapisovanja vsekakor pomemben napredek v smeri današnjega načina zapisovanja s simboli. Papirus 620 z michiganske univerze, ki so ga dobili leta 1921, vsebuje nekaj problemov iz grške algebre in sicer iz obdobja pred Diofantom (najbrž iz začetka 2. stoletja pr. n. št.). Nekaj simbolov, ki so pri Diofantu je tudi v tem rokopisu. Ni dvoma, da so tu ne samo aritmetična vprašanja izrazito algebrske narave - tako kot v Babilonu - ampak tudi dobro razvita algebrska pisava, ki je bila izredno koristna pri reševanju bolj zapletenih problemov, kot so jih obravnavali kdaj prej.
Diofant velja za očeta algebre. Na primer: diofantska enačba ax + by = c, za cele pozitivne a, b in c je rešljiva v celih številih samo tedaj, če je največja skupna mera števil a in b delitelj števila c. Rešitve enačbe 6x + 8y = 20 so pari celih števil (2,1), (-6,7).
Napisal je še razpravo O mnogokotniških števkah, kjer je pisal o mnogokotniških številih, in manjšo zbirko izrekov Porizmi.